# Dsungaripteroidea
Dsungaripteroidea je skupina ptakoještěrů z podřádu pterodaktyloidů. 

## Charakteristika
Tito ptakoještěři žili v období pozdní jury až rané křídy. Do této skupiny mohl podle starších představ patřit také jediný v Česku objevený ptakoještěr Cretornis hlavaci. Jednalo se o poměrně rozšířenou skupinu primárně masožravých ptakoještěrů.
Zástupci této skupiny byli patrně hojně rozšířeni, mimo jiné i na území současné Číny.

## Klasifikace
Podle Davida Unwina, 2006.
- Nadčeleď Dsungaripteroidea
  - Germanodactylus
  - Herbstosaurus
  - Kepodactylus
  - Normannognathus
  - Tendaguripterus
  - Čeleď Dsungaripteridae
    - Domeykodactylus
    - Dsungaripterus
    - Lonchognathosaurus
    - Noripterus
    - "Phobetor"